# DNCT
DNCT (Drumul Național Centura Timișoara) este un drum național și centura Timișoarei. Având o lungime de 12 km, unește DN6 din apropierea Aeroportului Internațional Traian Vuia cu DN69 (spre Arad).